# تيري كريسب
تيري كريسب هو لاعب هوكي جليد كندي، ولد في 28 مايو 1943 في باري ساوند ‏ في كندا.

## وصلات خارجية
- تيري كريسب على موقع دوري الهوكي الوطني (الإنجليزية)
- تيري كريسب على موقع قاعة مشاهير الهوكي (لاعب أن.إتش.أل) (الإنجليزية)
- تيري كريسب على موقع EliteProspects.com (الإنجليزية)
- تيري كريسب على موقع HockeyDB.com (الإنجليزية)
- تيري كريسب على موقع Hockey-Reference.com (الإنجليزية)